# Chartchai Chionoi
Chartchai Chionoi (in thailandese ชาติชาย เชี่ยวน้อย), pseudonimo di Naris Chionoi (in thailandese นริศ เชี่ยวน้อย; Pathumwan, 10 ottobre 1942 – Khan Na Yao, 21 gennaio 2018), è stato un pugile thailandese, più volte Campione del mondo dei pesi mosca tra il 1968 e il 1974.

## Biografia
Chartchai Chionoi è stato il secondo campione mondiale di boxe della Thailandia, dopo Pone Kingpetch. Come la maggior parte dei pugili tailandesi, Chionoi si è dedicato anche all'arte marziale tailandese Muay thai.

### Carriera
Chartchai Chionoi è diventato professionista il 27 marzo 1959. Ha perso l'imbattibilità al nono combattimento, ai punti in sei riprese, da un avversario con il quale si prese la rivincita cinque anni dopo. Dopo aver combattuto un anno in Giappone, Chionoi tornò a combattere in Thailandia. 
L'8 febbraio 1966, a Bangkok, combatté contro il campione del mondo Salvatore Burruni, che aveva conquistato il titolo battendo l'altro thailandese Kingpetch. Burruni, in difficoltà a rientrare nel peso, si presentò praticamente al limite della categoria dei gallo. L'incontro, quindi, non valido per il titolo mondiale, si concluse con una vittoria di Chionoi ai punti in dieci riprese. 
Il 30 dicembre successivo, a Bangkok, Chionoi incontrò Walter McGowan, succeduto a Burruni nello status di campione mondiale lineare dei pesi mosca. Il thailandese conquistò il titolo battendo il britannico che sanguinava abbondantemente dal naso, per Kot al nono round.
Chionoi difese vittoriosamente quattro volte la cintura mondiale. Combatté contro il connazionale Puntip Keosuriya (KO alla terza ripresa), nuovamente contro Walter McGowan (Kot alla settima) alla Wembley Arena e contro il messicano Efren Torres, a Città del Messico. 
Il thailandese atterrò lo sfidante al secondo round, aprendogli una ferita che insisté a colpire per il resto del match. A sua volta, Torres, al decimo round, chiuse con un pugno l'occhio sinistro del thailandese. Alla tredicesima ripresa, con i pugili e il ring macchiati di sangue, l'arbitro chiamò il medico che non poté far altro che constatare l'impossibilità di proseguire. A Chionoi, in vantaggio sul cartellino dell'arbitro, fu attribuita la vittoria per Kot. A Torres furono necessari quindici punti di sutura. Il match fu inserito al ventesimo posto nella classifica di Ring Magazine (1996) dei 100 più grandi combattimenti di tutti i tempi.
L'8 dicembre 1967 affronta a Bangkok il Campione d'Europa dei gallo Mimoun Ben Ali, senza titolo in palio e lo punisce per Ko alla quarta ripresa.
La sua quarta difesa del titolo mondiale, il 10 novembre 1968, contro il filippino Bernabe Villacampo (vittoria ai punti) fu riconosciuta come valida per il titolo anche dalla WBC.
Il 23 febbraio 1969 Chionoi perse il titolo mondiale lineare e WBC nella rivincita concessa a Efren Torres sempre a Città del Messico. Il match fu interrotto all'ottavo round perché l'occhio sinistro di Chionoi si era gonfiato in modo tale da non consentirgli di proseguire.
Il terzo incontro fu allestito il 20 marzo 1970, a Bangkok di fronte a oltre 40.000 tifosi di Chionoi. Il tailandese riconquistò il titolo mondiale WBC, ai punti, con decisione unanime (148-142, 147-144 e 145-141). 
Chionoi perse nuovamente il titolo WBC alla prima difesa, a Bangkok, contro il messicano Erbito Salavarria, per Kot alla seconda ripresa. Il 2 gennaio 1973 fu designato per sfidare il campione mondiale della WBA, Masao Ohba. 

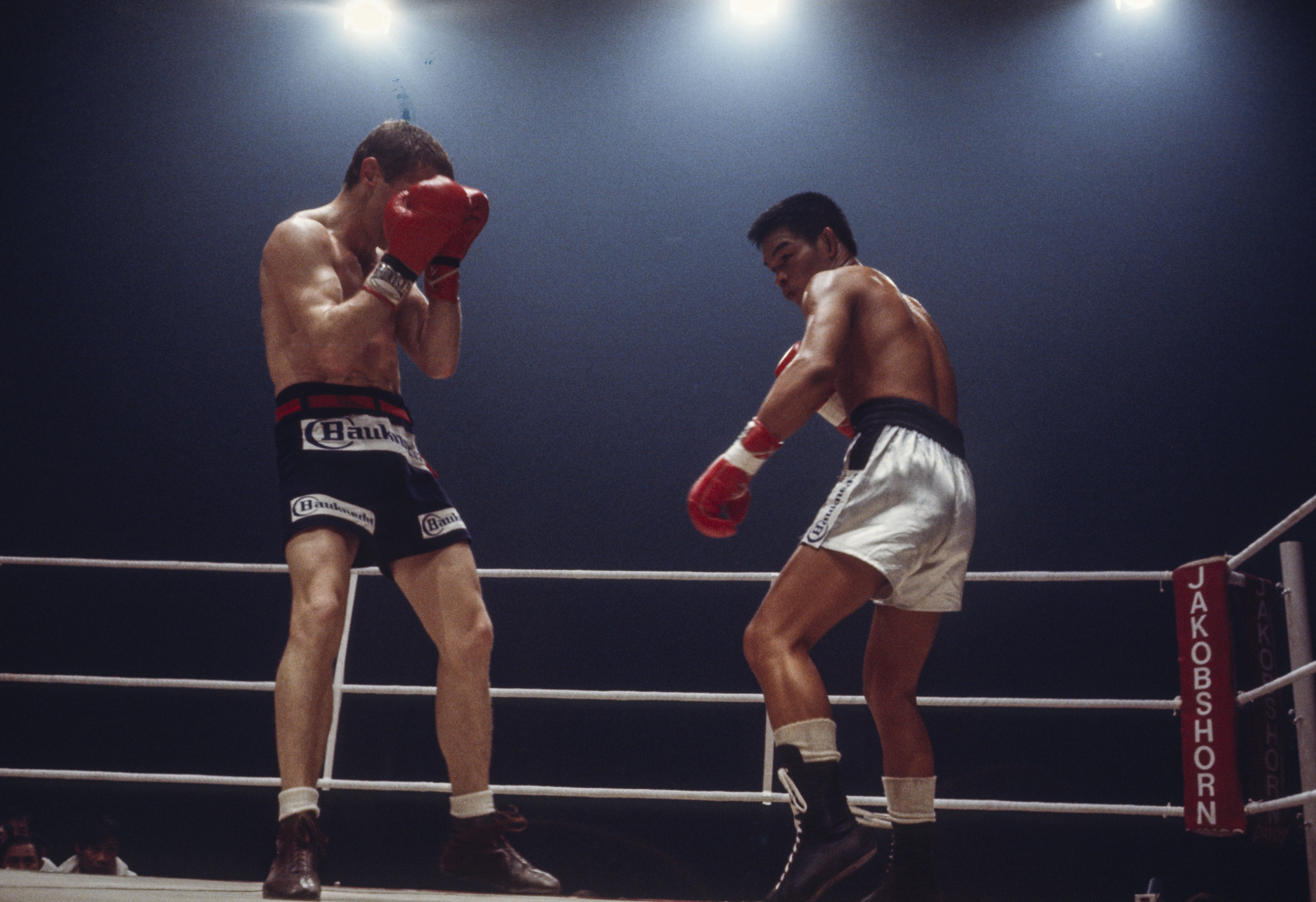
Chartchai Chionoi (a destra) vs. Fritz Chervet (secondo incontro).

Il combattimento fu intenso. Chionoi mise Ohba al tappeto con un gancio destro dopo soli quaranta secondi del primo round. Cadendo, il giapponese si infortunò alla caviglia destra. Riuscì però a rimettersi in piedi e fu soccorso con applicazioni di ghiaccio durante i vari intervalli. Zoppicando comunque, Ohba prese il sopravvento nelle riprese centrali, colpendo Chionoi anche con alcune testate. A 2:19 del 12º round, Chionoi finì una prima volta al tappeto. Dopo altri due atterramenti nello stesso round, fu dichiarato sconfitto per Kot. 
Ohba perì in un incidente d'auto 22 giorni dopo questo combattimento. Di conseguenza, Chionoi fu designato dalla WBA a combattere per il titolo mondiale vacante dei pesi mosca. Il match, combattuto a Bangkok il 17 maggio 1973 contro lo svizzero Fritz Chervet, si concluse con la vittoria del pugile di casa per Kot alla quarta ripresa.
Cinque mesi dopo, Chionoi concesse la rivincita a Chervet, sul ring di Zurigo. L'incontro, combattuto il 27 aprile 1974, fu più equilibrato del precedente e si concluse con la vittoria ai punti del thailandese, con decisione controversa.
Dopo una seconda vittoriosa difesa, Chionoi fu privato della cintura per problemi di rientro nei limiti di peso. Fu però designato a combattere contro Susumu Hanagata per il titolo resosi vacante. Ormai trentaduenne, Chionoi fu messo KO al 6º round sul ring di Yokohama. Si ritirò nell'agosto del 1975, dopo altri due incontri.

### Dopo il ritiro

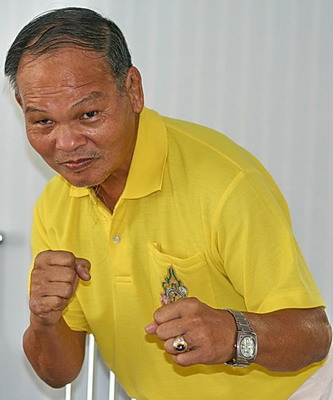
Cartchai Chionoi dopo il ritiro.

Chionoi ha avuto effetti fisici duraturi della sua carriera pugilistica tra i quali il morbo di Parkinson, che lo portò anche alla paralisi. 
È morto la sera del 21 gennaio 2018, a 75 anni.